# Foster (Rhode Island)
Foster – miasto w Stanach Zjednoczonych, w stanie Rhode Island, w hrabstwie Providence.